# 金澤站
金澤站（日语：／〔〕 Kanazawa eki */?）是位於日本石川縣金澤市木之新保町，由西日本旅客鐵道（JR西日本）與IR石川鐵道共同營運的鐵路車站，有北陸新幹線、IR石川鐵道線在此交會，七尾線的列車也會經由IR石川鐵道線駛至本站，北陸鐵道淺野川線的起點北鐵金澤車站則是位於車站前方的地下。
車站在2001年被選入中部車站百選，位於車站東口的「鼓門」及地下通上方的玻璃天幕是本車站最為人熟識的標誌。

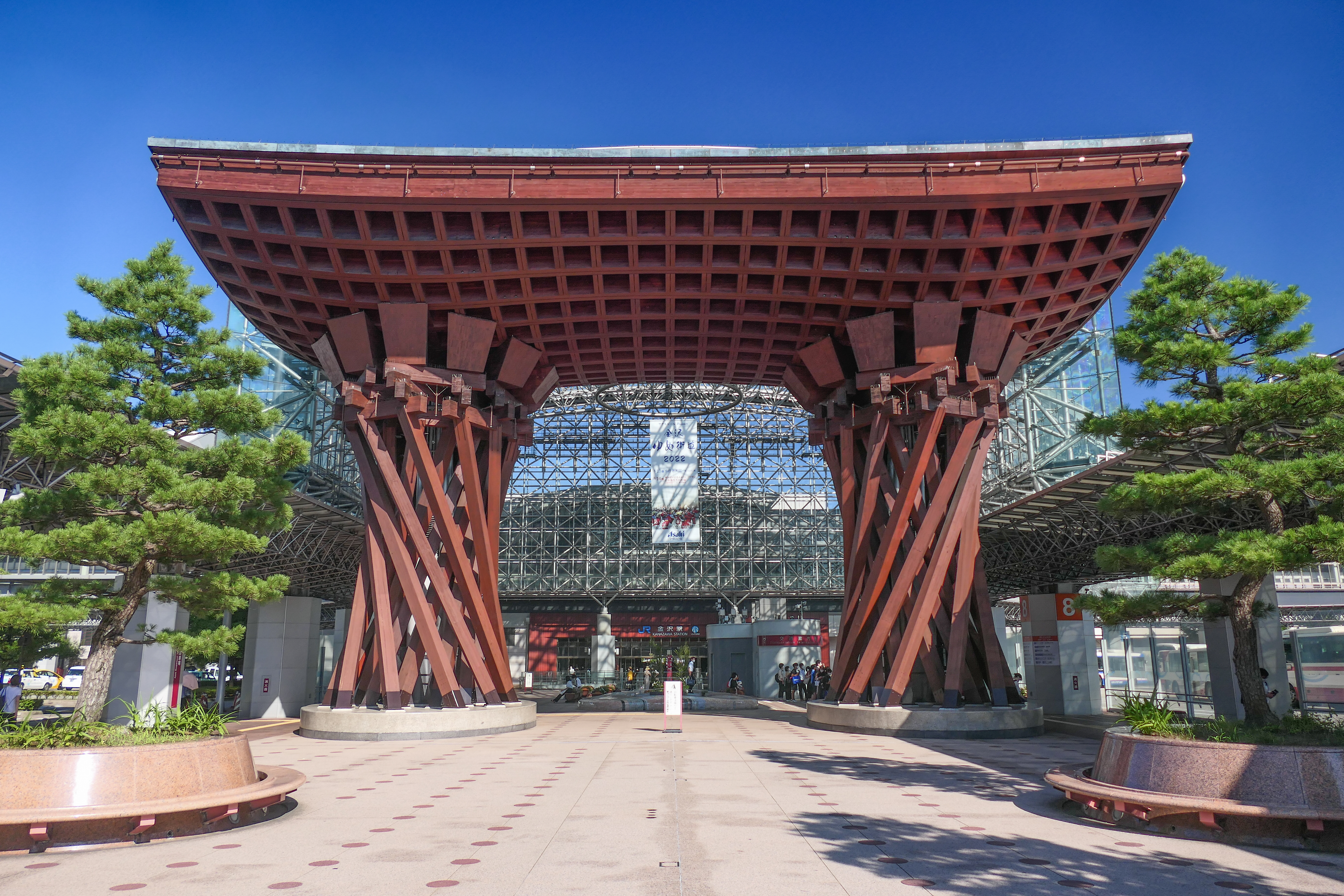
鼓門（2022年7月）

## 歷史
車站於1898年4月1日隨著當時官設鐵道「北陸線」自小松車站往北延伸至本站時一同啟用，曾有短暫的七個月是「北陸線」最北端的終點站，在同年11月「北陸線」即繼續往東北延伸至高岡車站；1905年七尾鐵道的列車開始透過北陸本線自津幡車站直接駛至本站，金澤車站開始成為該路線實際的起點。
七尾鐵道在1907年被收歸國有，兩條通過金澤車站的路線在1909年分別正式訂名為北陸本線和七尾線。1987年配合國鐵分割民營化交由西日本旅客鐵道營運。
1926年淺野川電氣鐵道開始營運自金澤車站前車站至七屋車站間的路段，淺野川電氣鐵道在1945年被整併至北陸鐵道後，此條路線便成為現在的淺野川線；1956年配合金澤車站前廣場的改建，「金澤車站前車站」遷移並更名為「北鐵金澤車站」，2001年配合市區路段的地下化改為現在的地下車站。
在2015年北陸新幹線通車前，金澤車站曾有許多往返京阪神地區及甲信越地區的特急列車，在全盛時期，有來往大阪站的「雷鳥號列車」、來往米原站或名古屋站的「白鷺號列車」、來往越後湯澤站間的「白鷹號列車」及來往新潟站的「北越號列車」。另外亦有往來福井～金澤～富山～泊之間，專為晨早及晚間時段而設的區間特急列車「早安特快、晚安特快」；以及寝台特急「日本海號列車」（大阪站 - 青森站）和「黃昏特快號列車」（大阪站 - 札幌站）等。
2015年北陸新幹線長野車站至本站之間路段通車，原本北陸本線在石川縣的路段移交給IR石川鐵道經營，金澤車站也成為兩家鐵路公司所同從使用，因應路線的管理轉移，特急列車也作出了很大的更改，當中除了1班「雷鳥號列車」會駛入七尾線外，其餘「雷鳥號列車」和「白鷺號列車」均不再駛往富山站、「白鷹號列車」、「北越號列車」、「日本海號列車」和「黃昏特快號列車」均全部被取消；「早安特快」也改為由福井開往金澤，另一方面作為補償安排，另外新增了3班來回福井站的特急「恐龍星號列車」以及5班來往和泉溫泉站的「能登篝火號列車」，假日亦加開2班觀光列車「花嫁之簾」。至於IR石川鐵路方面，也於上、下午繁忙時間，增加了每天2.5往返來往泊～富山～本站間的快速列車「愛之風Liner」。
2017年起全面導入新的閘機，開始可以使用非接觸式的智慧卡車票「ICOCA」。
2024年北陸新幹線再延伸至敦賀車站，目前停靠於本站的特急列車只剩下往返金澤和倉溫泉間之間的「能登篝火號列車」。

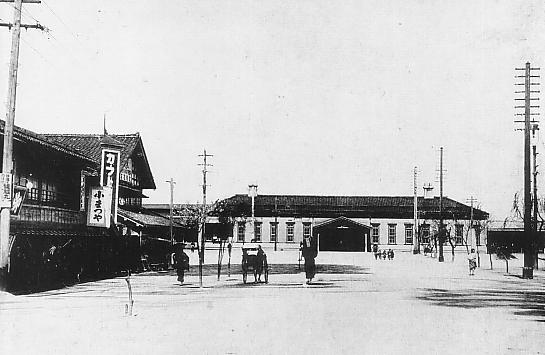
20世紀初的金澤車站
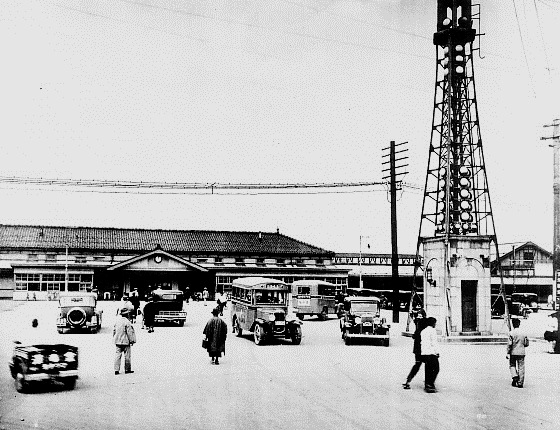
約在1933年左右的金澤車站

## 車站構造

### JR西日本
入口設於地面一樓，通過閘機後可利用扶手電梯、升降機或樓梯前往月台；二樓是通過樓層，設有休息室，並可經由閘機進入IR石川鐵道的在來線區域。三樓的新幹線月台為2面4線的高架島式月台，位於IR石川鐵道在來線月台的東側，可對應12節編組列車。其中11、12號月台為上行月台，13、14號月台將為下行月台，各月台均裝設了閘門，並以不同顏色作為區分，當中11號採用了橙色、12號為卡其色、13號為紫色、14號為蘋果綠色。
月台的發車音樂是由出生於金澤本地的音樂製作人中田康貴所譜曲創作，嘗試表現出具有「金澤從山到海起伏的自然條件」、「傳統與創意調和的城鎮」、「北路新幹線的速度感與舒適性」的曲目。。
車站共提供三種類別列車：
- 「光輝號」：1天10班往返車次，往返於東京與敦賀之間，為本站往東京最快速的列車，在約2.5小時內可以抵達，途中只停靠富山、長野、大宮、上野及東京；
- 「白鷹號」：沿用過去在北陸本線上行駛的特急列車名稱。1天15班往返車次，除最後一班只行駛至長野外，其他均直達東京；
- 「劍號」：行駛於敦賀與富山之間，主要為取代原有在北陸本線的特急列車，1天18班往返車次，另停靠新高岡站。此列車名稱曾用於上野至金澤間的特急列車。

每天合計往返於金澤與富山之間的新幹線固定班次為每天43班，再加上臨時列車，可使假日的班次數目最多能增至超過50班。

#### 月台配置

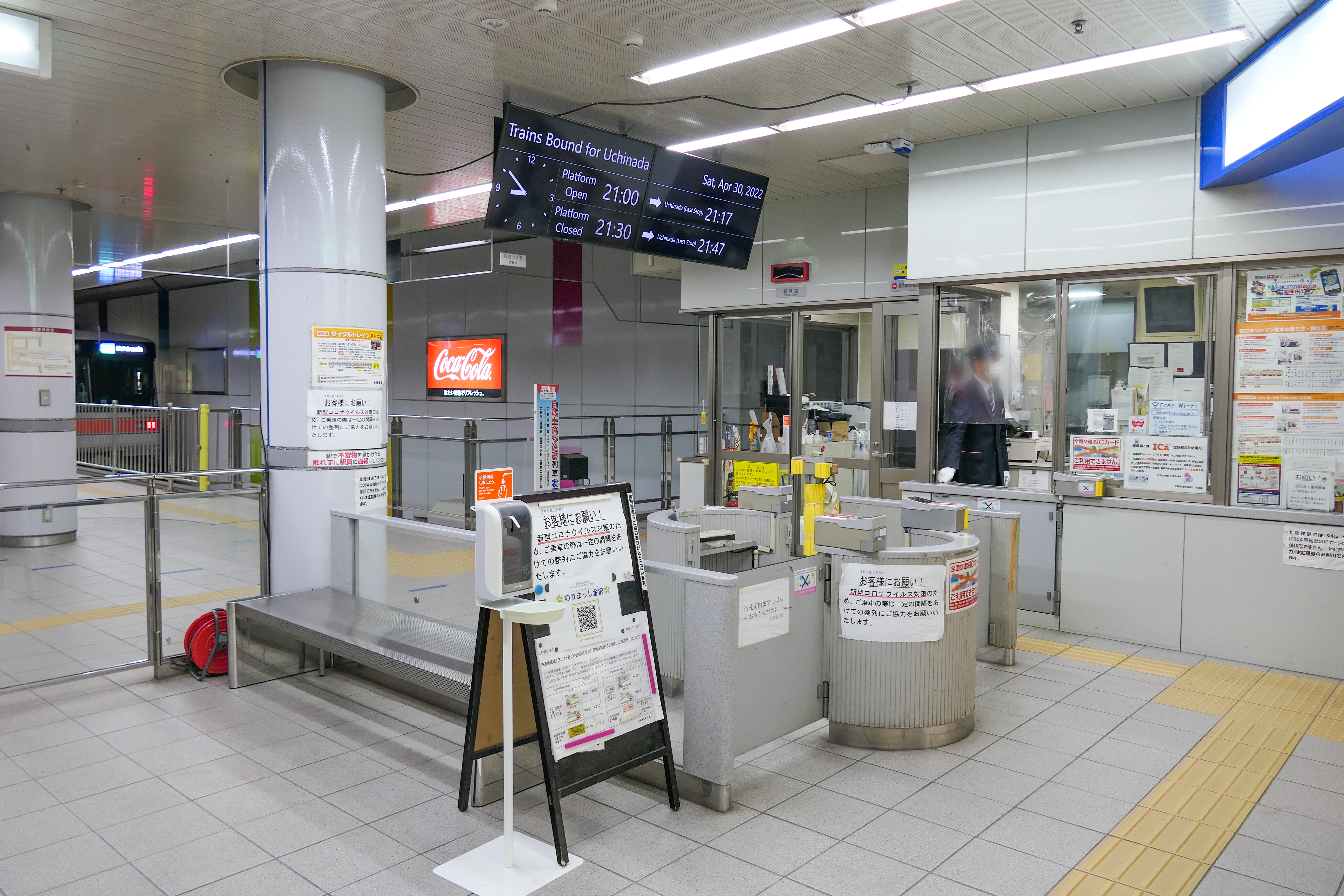
驗票口（2022年4月）
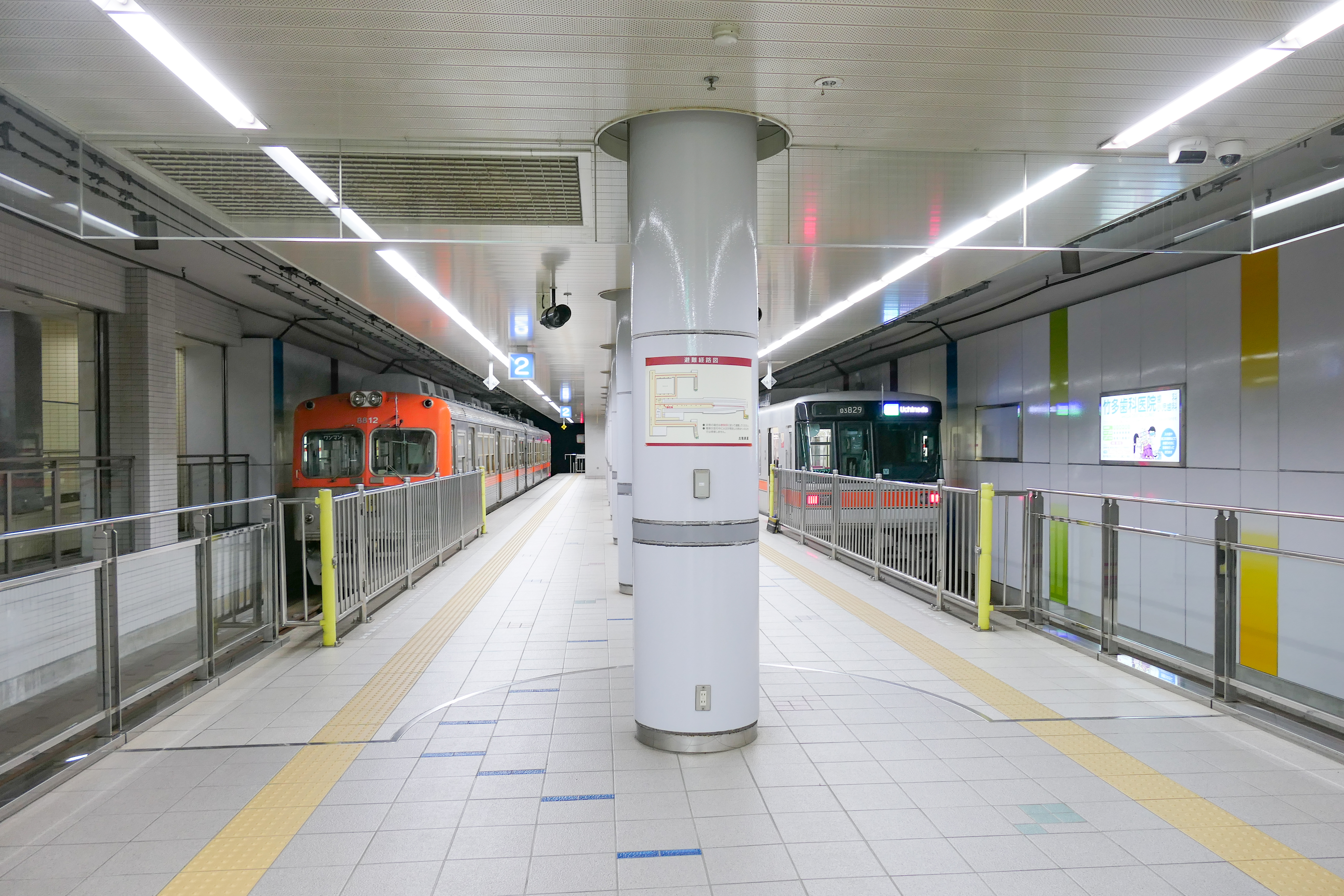
月台（2022年2月）

| 月台   | 路線       | 方向 | 目的地           |
| ------ | ---------- | ---- | ---------------- |
| 11、12 | 北陸新幹線 | 上行 | 往富山、東京方向 |
| 13、14 | 北陸新幹線 | 下行 | 往福井、敦賀方向 |

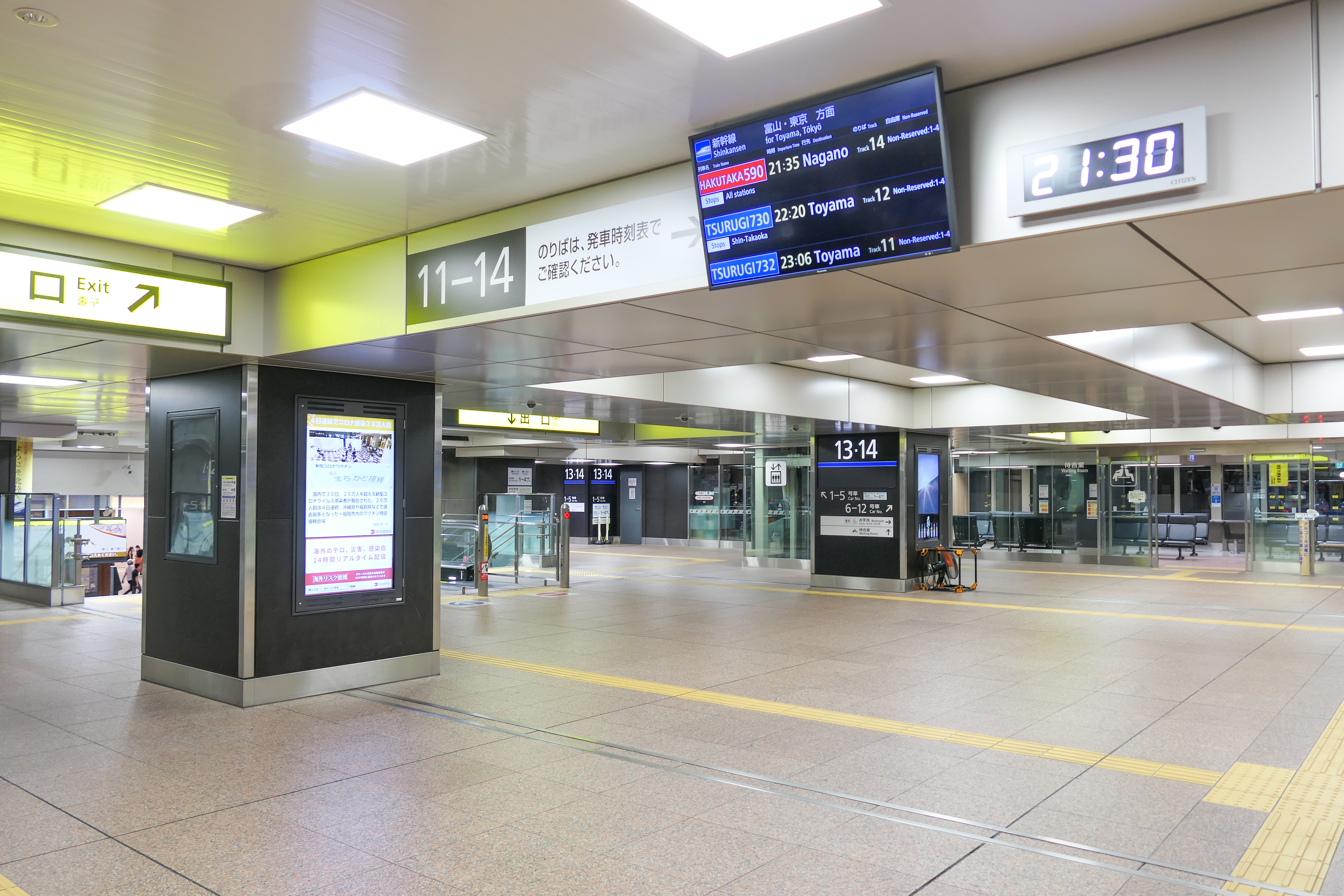
新幹線車站大廳（2022年7月）
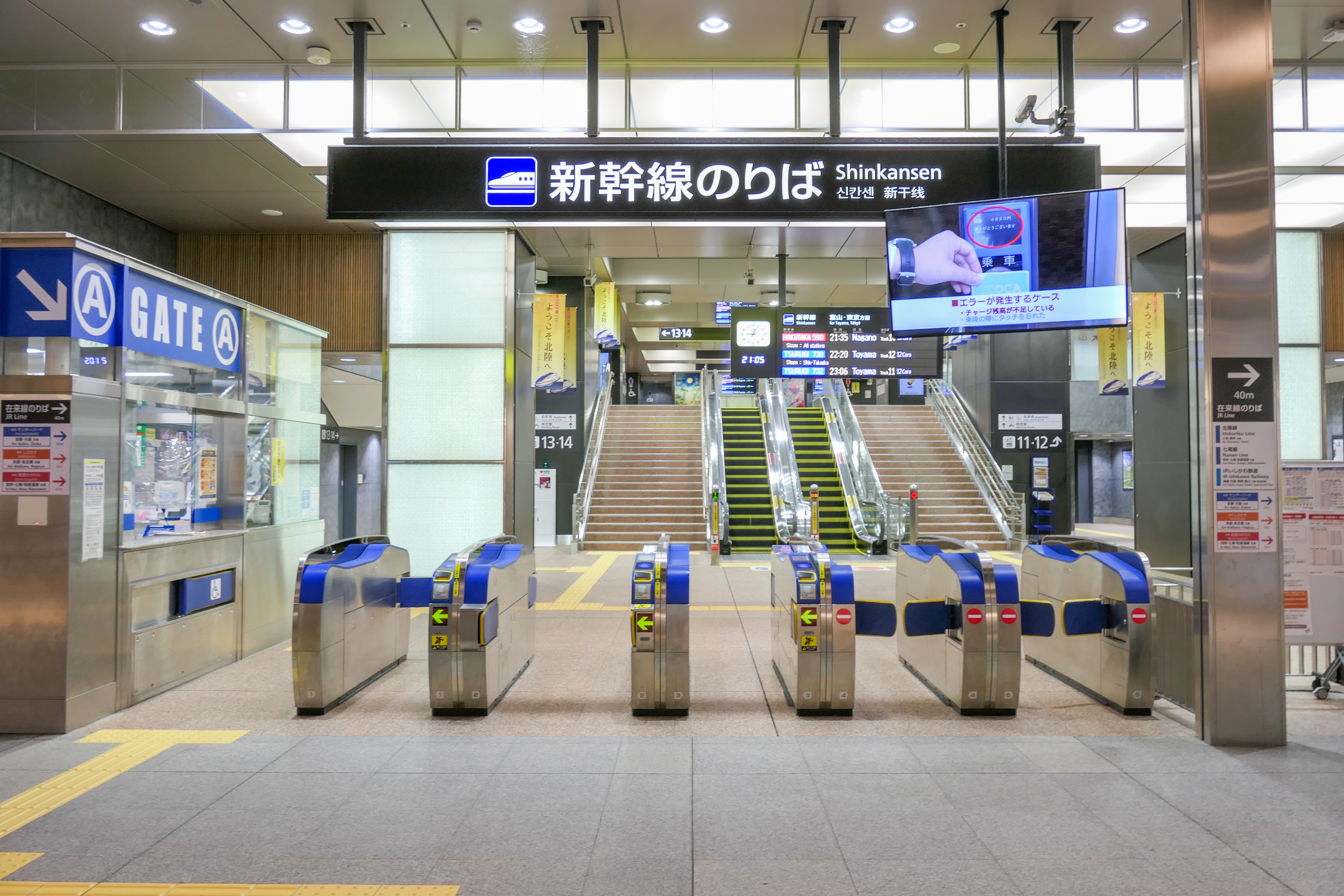
新幹線驗票口（2022年4月）
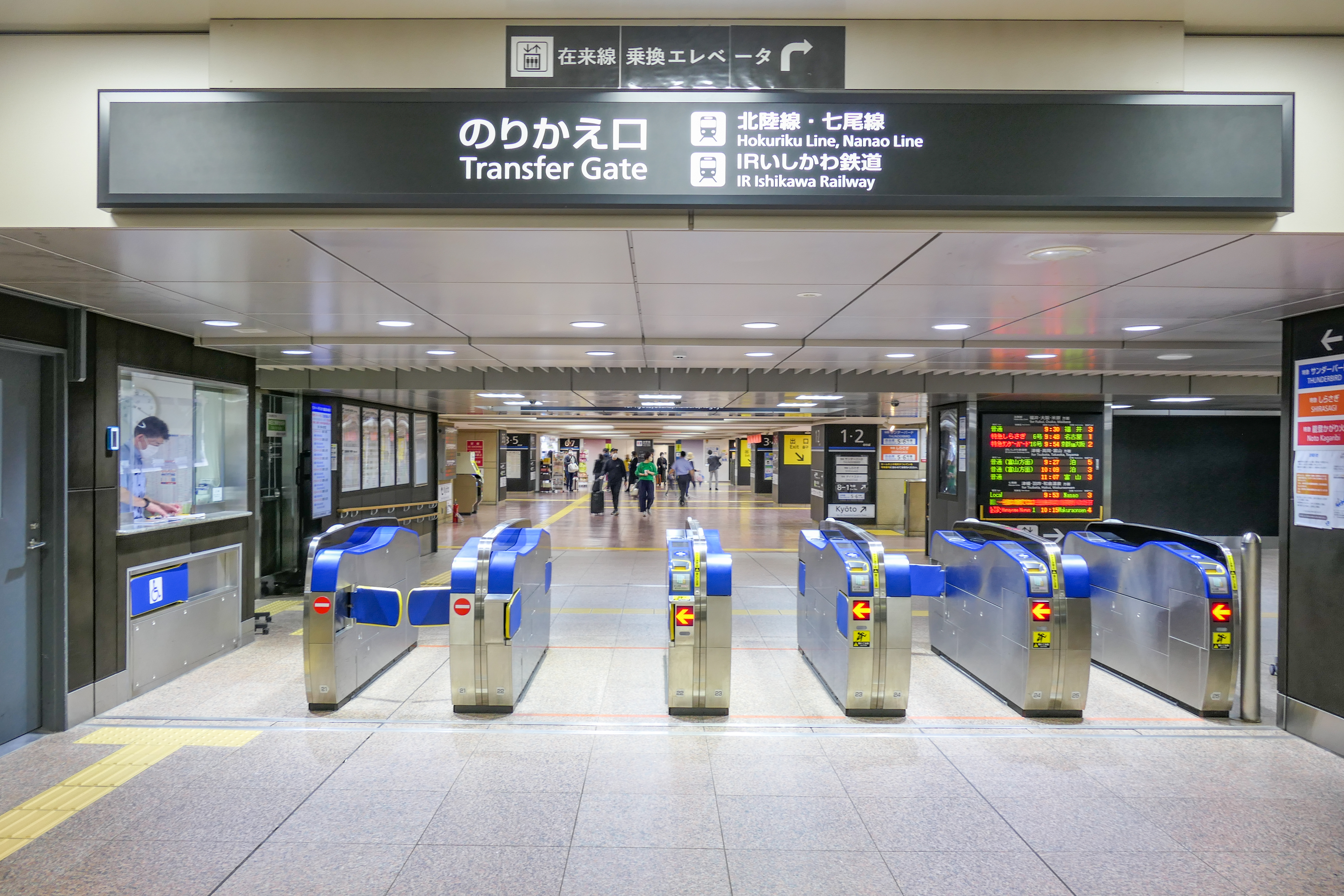
新幹線與在來線的轉乘驗票口（2022年5月）
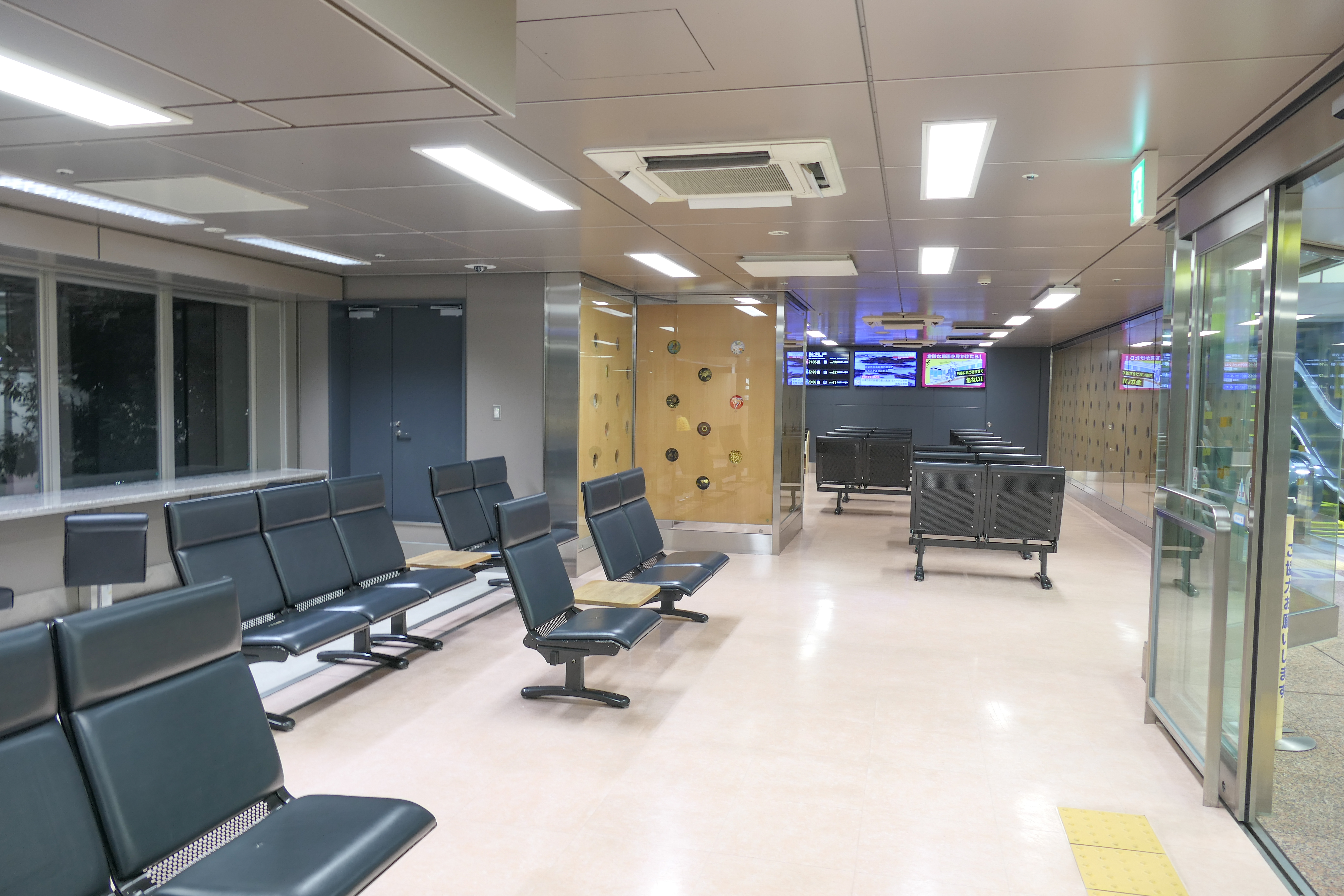
新幹線候車室（2022年7月）
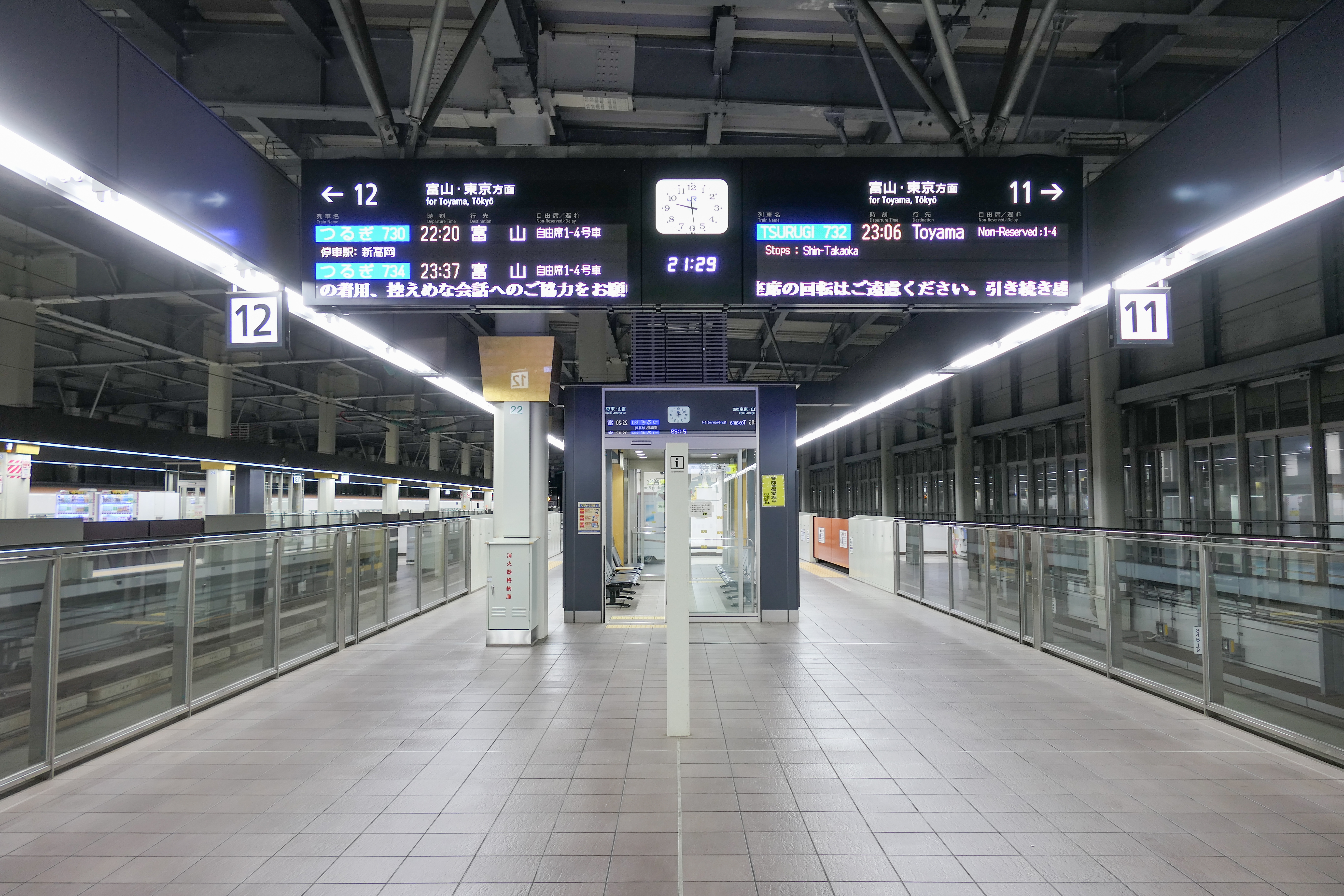
11號與12號月台（2022年7月）
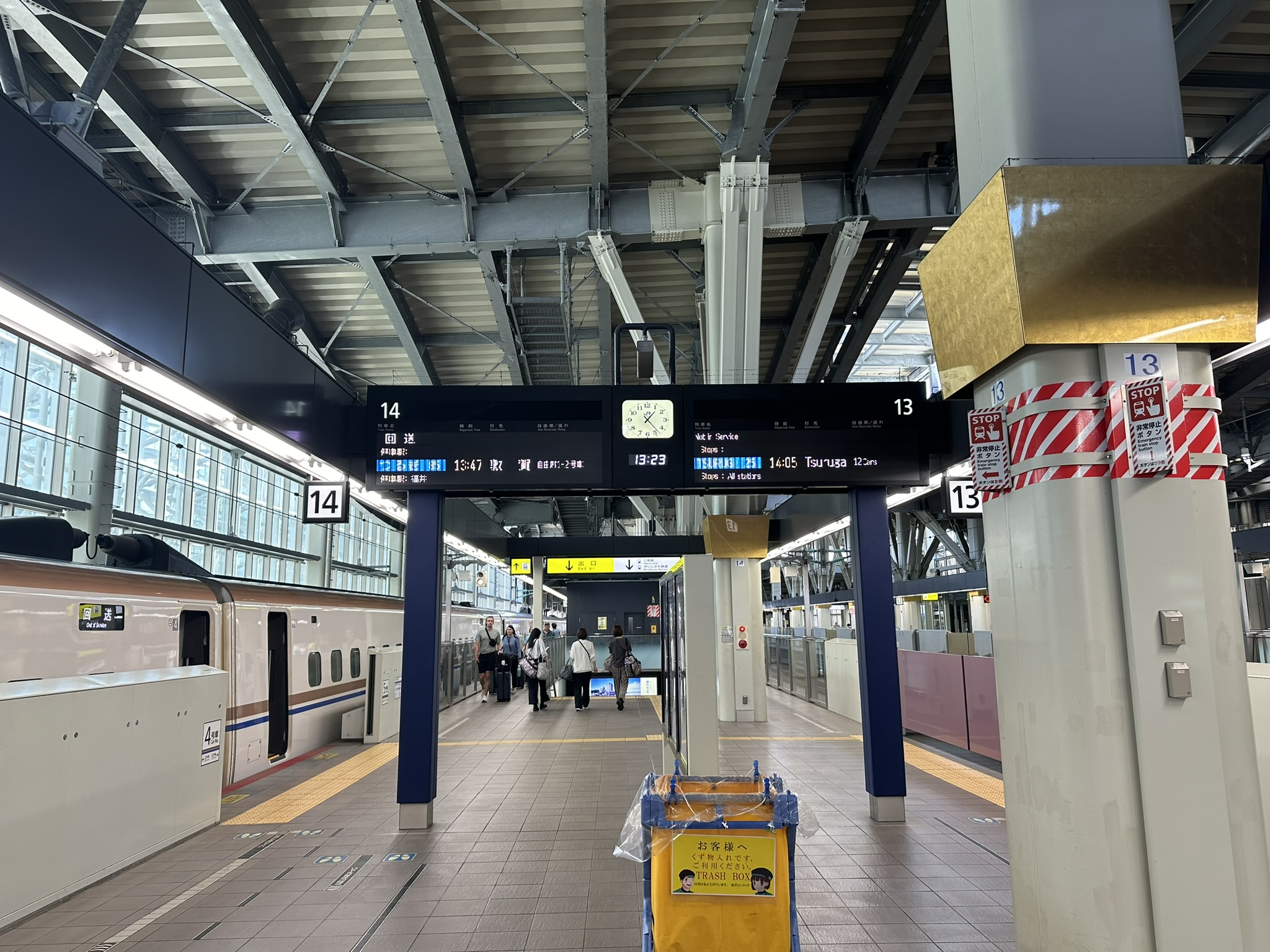
13號與14號月台（2024年5月）

### IR石川鐵道
閘機入口同樣設於地面一樓，二樓是通過樓層，可經由閘機進入西日本旅客鐵道的新幹線區域；三樓的月台為3面7線的高架島式月台，位於西日本旅客鐵道新幹線月台的西側。其中位於中間的島式月台，往富山方向採用切角式設計，將部份原屬3號月台的區域內縮，退縮的空間用於放置一條路軌，並設置一個短月台，成為4號月台。
JR西日本七尾線的列車在通過津幡車站後會繼續經由IR石川鐵道的路線駛至本站，因此JR西日本的這些列車也會停靠在IR石川鐵道的月台上，其中也包括往返於金澤與和倉溫泉車站之間的特急列車能登篝火號列車。

#### 月台配置
| 月台  | 路線           | 方向                             | 備註 |
| ----- | -------------- | -------------------------------- | ---- |
| 1、2  | ■ IR石川鐵道線 | 往松任・小松、加賀温泉、福井方向 |      |
| 3、5  | ■ IR石川鐵道線 | 往松任・小松、加賀温泉、福井方向 |      |
| 3 - 7 | ■ IR石川鐵道線 | 往津幡、高岡、富山方向           |      |
| 3 - 7 | ■ 七尾線       | 往羽咋、和倉温泉方向             |      |

列車運轉指令上、1號月台為「上行本線」、7號月台為「下行本線」、其他5線由2號月台順序為「中1號線」至「中5號線」。

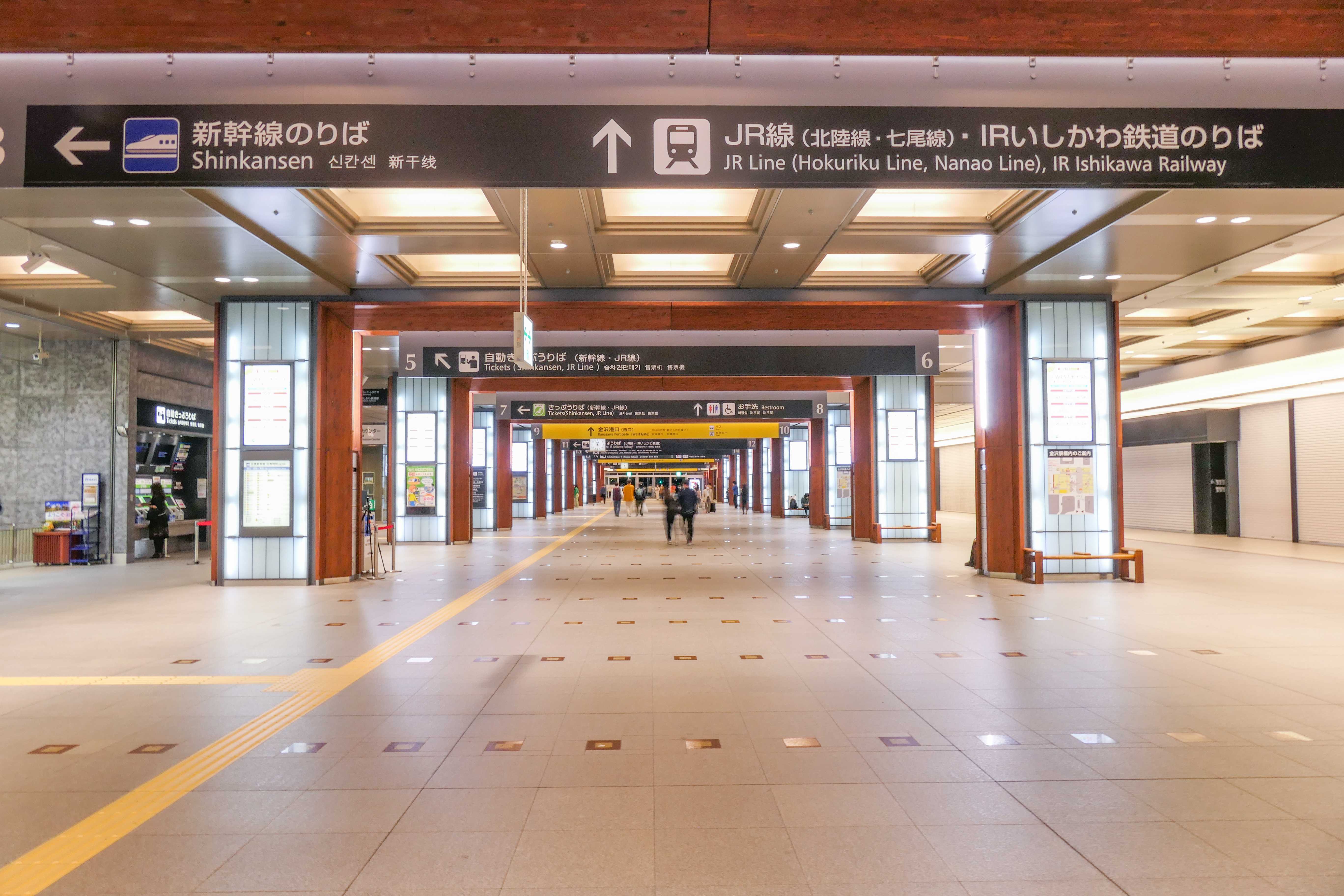
車站大廳（2022年4月）
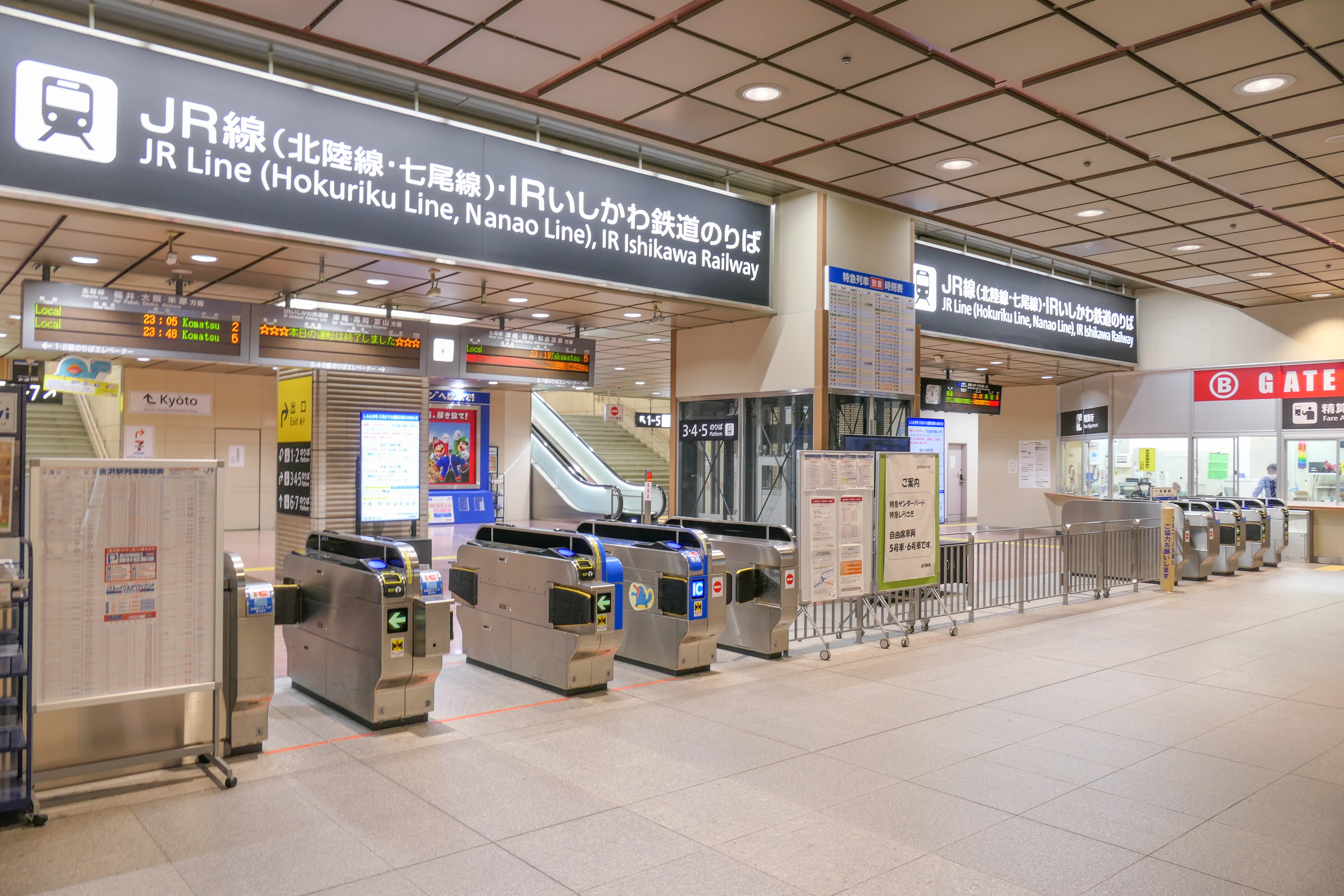
IR石川鐵道線驗票口（2022年4月）
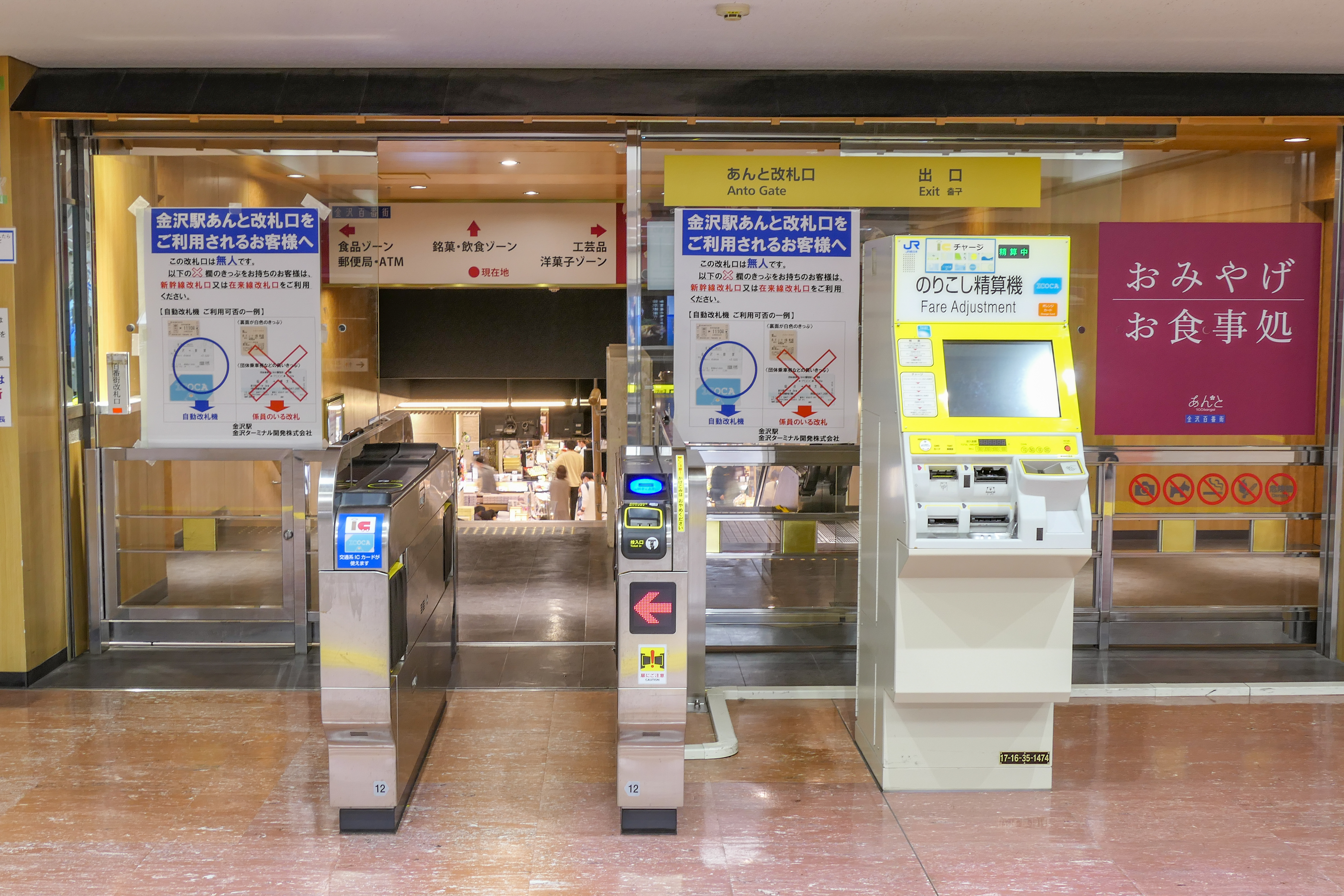
Anto驗票口（2022年5月）
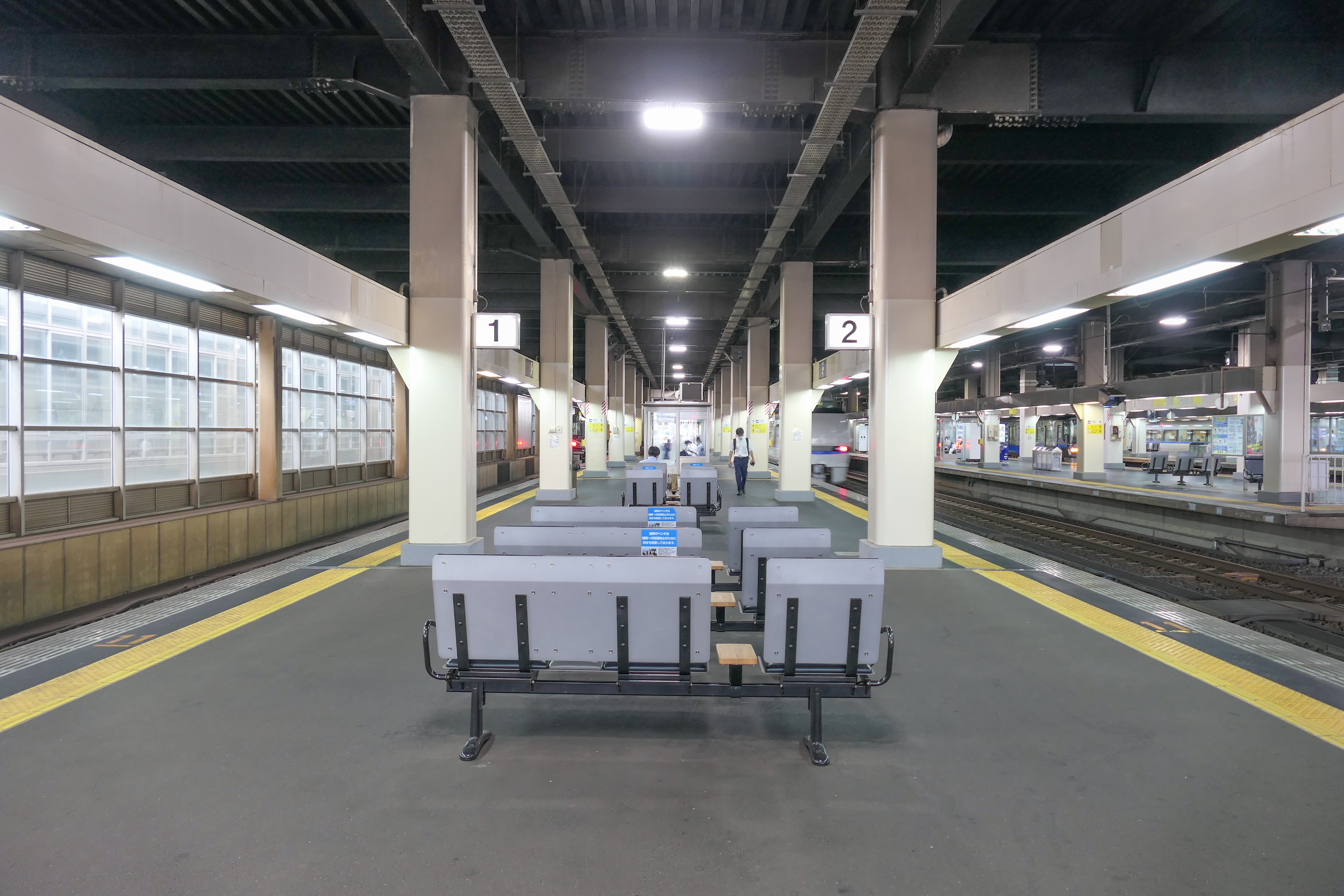
1號與2號月台（2022年7月）
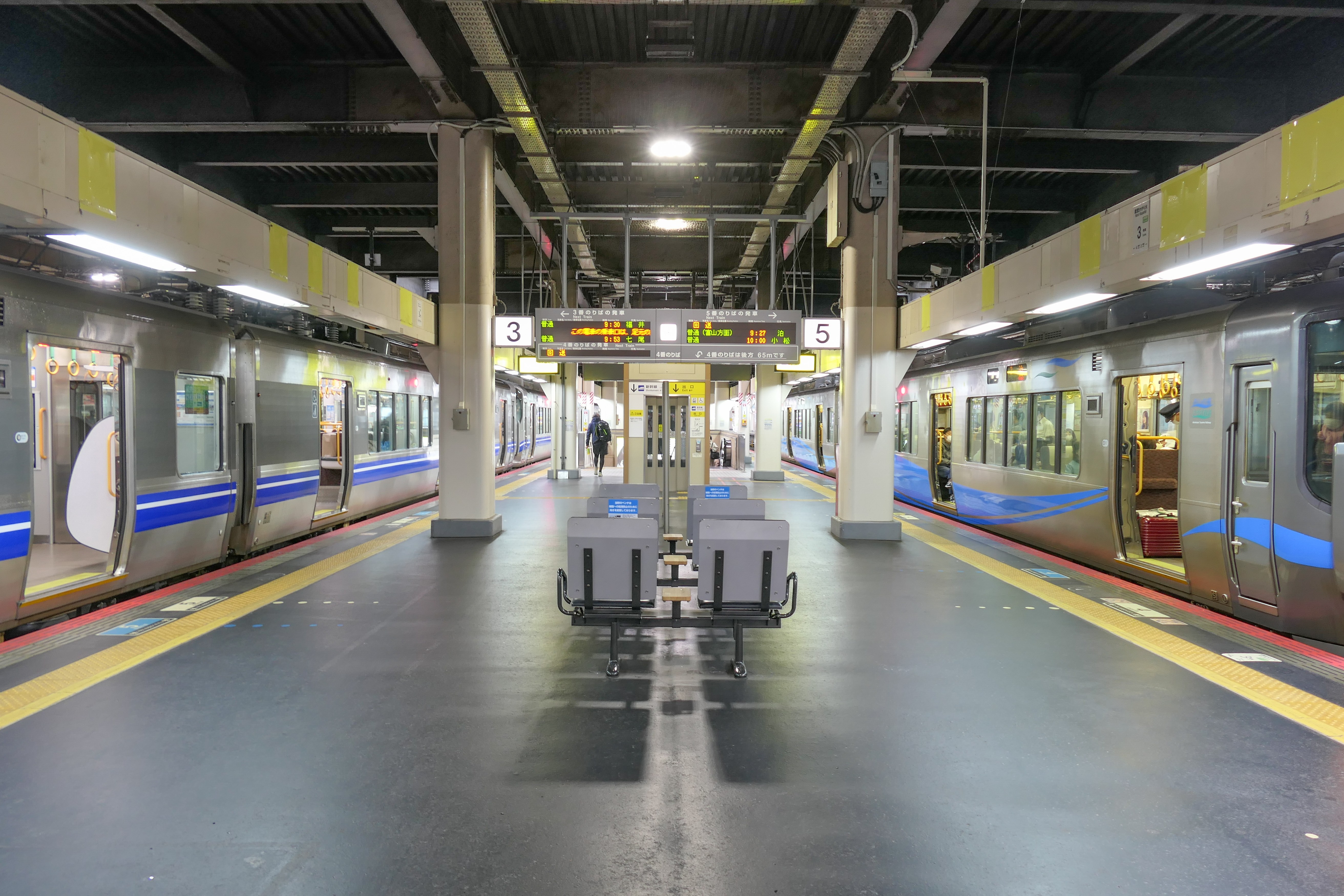
3號至5號月台（2022年5月）
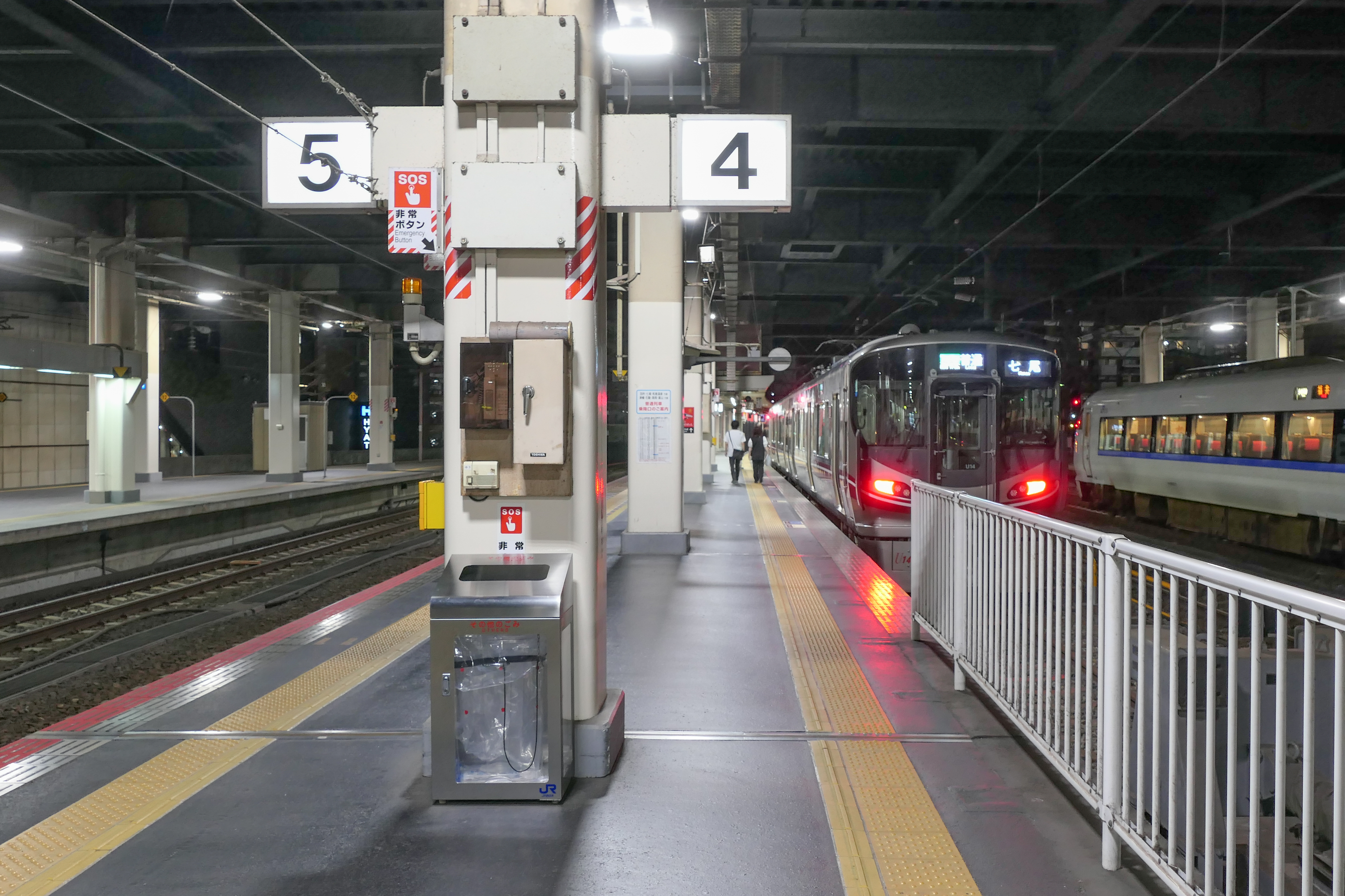
4號月台（2022年7月）
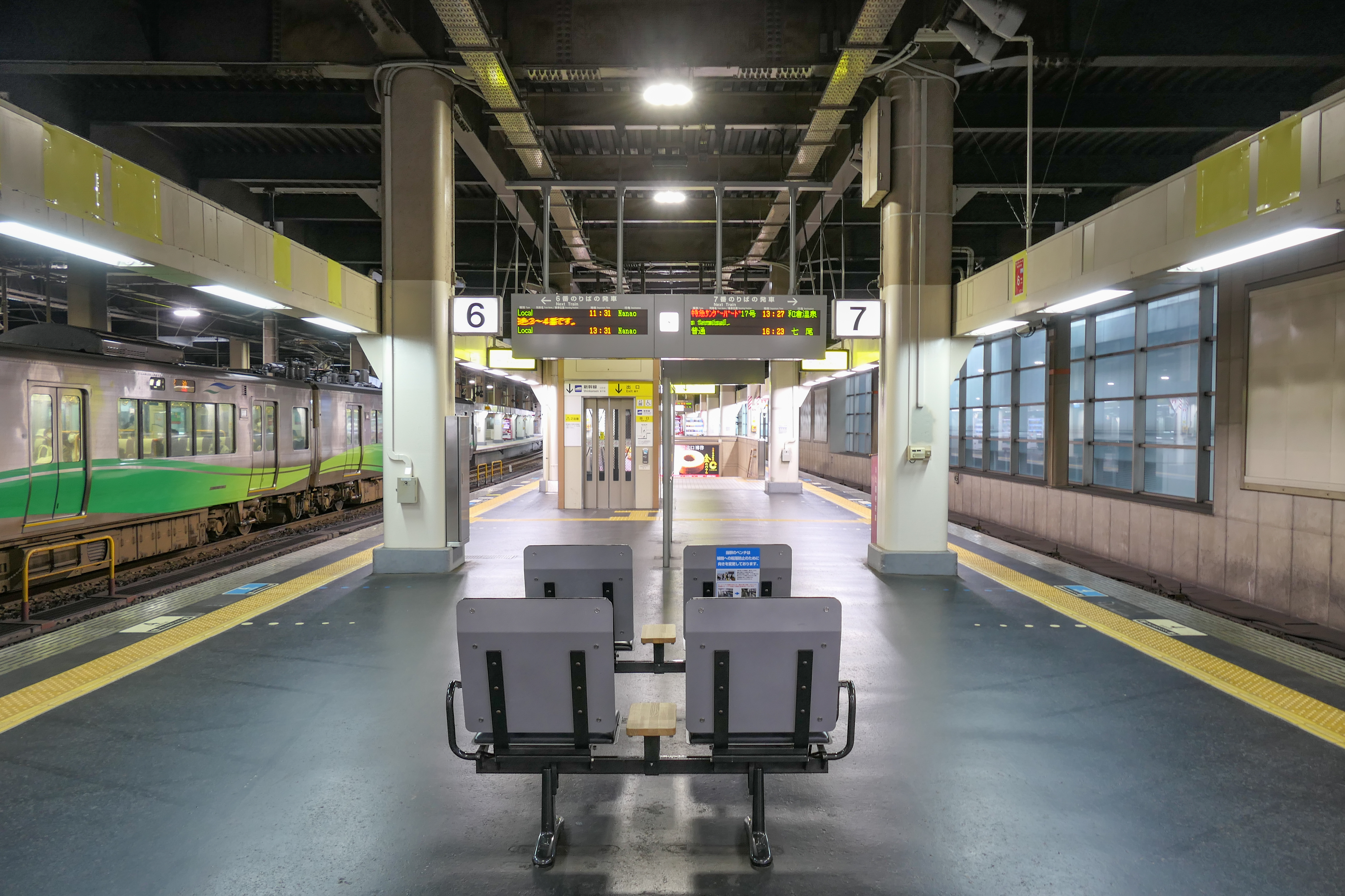
6號與7號月台（2022年5月）

### 北陸鐵道 北鐵金澤站
北鐵金澤車站位於金澤車站東廣場北側的地下，為設有1面2線港灣式月台的地下車站。通常只使用1號月台，2號月台上通常會停靠一列預備用列車，尖峰時間才會一起使用兩座月台。
發車音樂採由金澤市立工業高等學校學生依據《金沢市歌》製作的電子音樂。

#### 月台配置
| 月台 | 路線      | 目的地     |
| ---- | --------- | ---------- |
| 1・2 | ■淺野川線 | 往內灘方向 |

- 驗票口（2022年4月）
- 月台（2022年2月）

## 使用情況
- JR西日本 - 2015年度的1日平均乘客人數為22,999人。JR西日本車站中第46位[6]。是北陸3縣的第1位，北信越5縣繼新潟站、長野站，位列第3位。
- 北陸鐵道 - 2006年度的1日平均上下車人次為3,603人。是北陸鐵道車站中最多。

## 相鄰車站
※西日本旅客鐵道的新幹線、在來線特急和IR石川鐵道線的「愛之風Liner」的相鄰停車站參見各列車條目。
西日本旅客鐵道
北陸新幹線
新高岡－金澤－小松
 IR石川鐵道
■IR石川鐵道線（直通■愛之風富山鐵道線、■JR七尾線）
西金澤－金澤－東金澤（金澤貨運站）
※金澤貨物總站為日本貨物鐵道的貨物站。
北陸鐵道
■淺野川線
北鐵金澤（A01）－七屋（A02）

## 關連項目
- 日本鐵道站一覽
- 北陸新幹線

## 外部連結
- JR西日本金澤站公式網頁 （页面存档备份，存于） （日語）
- IR石川鐵道金澤站公式網頁 （页面存档备份，存于）（日語）
- 北陸鐵道北鐵金澤站公式網頁 （页面存档备份，存于） （日語）